# Katsuya Okada
Katsuya Okada (jap. 岡田克也 Okada Katsuya; ur. 14 lipca 1953 w Yokkaichi) – japoński polityk, przewodniczący Partii Demokratycznej od maja 2004 do września 2005. Minister spraw zagranicznych od 16 września 2009 do 17 września 2010.

## Życiorys
Katsuya Okada urodził się w Yokkaichi w 1953. Ukończył prawo na Uniwersytecie Tokijskim. Po studiach rozpoczął pracę w Ministerstwie Handlu Międzynarodowego i Przemysłu. Początkowo należał do Partii Liberalno-Demokratycznej i z jej ramienia w 1990 po raz pierwszy wszedł w skład parlamentu. W 1993 wstąpił do Japońskiej Partii Odnowy. W 1998 został członkiem Partii Demokratycznej. W tym samym roku wszedł w skład Izby Reprezentantów jako przedstawiciel prefektury Mie.
Od 18 maja 2004 do 12 września 2005 zajmował stanowisko przewodniczącego Partii Demokratycznej. Z funkcji tej zrezygnował po przegranej partii w wyborach parlamentarnych we wrześniu 2005.

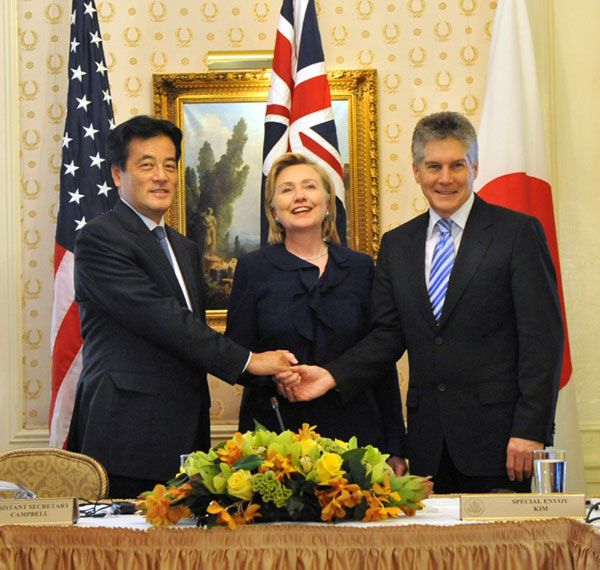
Katsuya Okada jako minister spraw zagranicznych Japonii z Hillary Rodham Clinton i Stephenem Smithem. (21 września, 2009)

16 września 2009 objął stanowisko ministra spraw zagranicznych w rządzie premiera Yukio Hatoyamy. Bez sukcesów negocjował z USA sprawę usunięcia amerykańskiej bazy wojskowej na Okinawie. Pozostał jednak na stanowisku także po dymisji Yukio Hatoyamy.
Funkcję ministra przestał pełnić 17 września 2010 po zmianach personalnych w gabinecie dokonanych przez premiera Naoto Kana. Objął stanowisko sekretarza generalnego Partii Demokratycznej, co odebrane zostało jako próba wzmocnienia wpływów Kana w partii po wygranym przez premiera 14 września 2010 starciu o przywództwo z rywalem wewnątrz partii, Ichirō Ozawą.